# アンブラス城

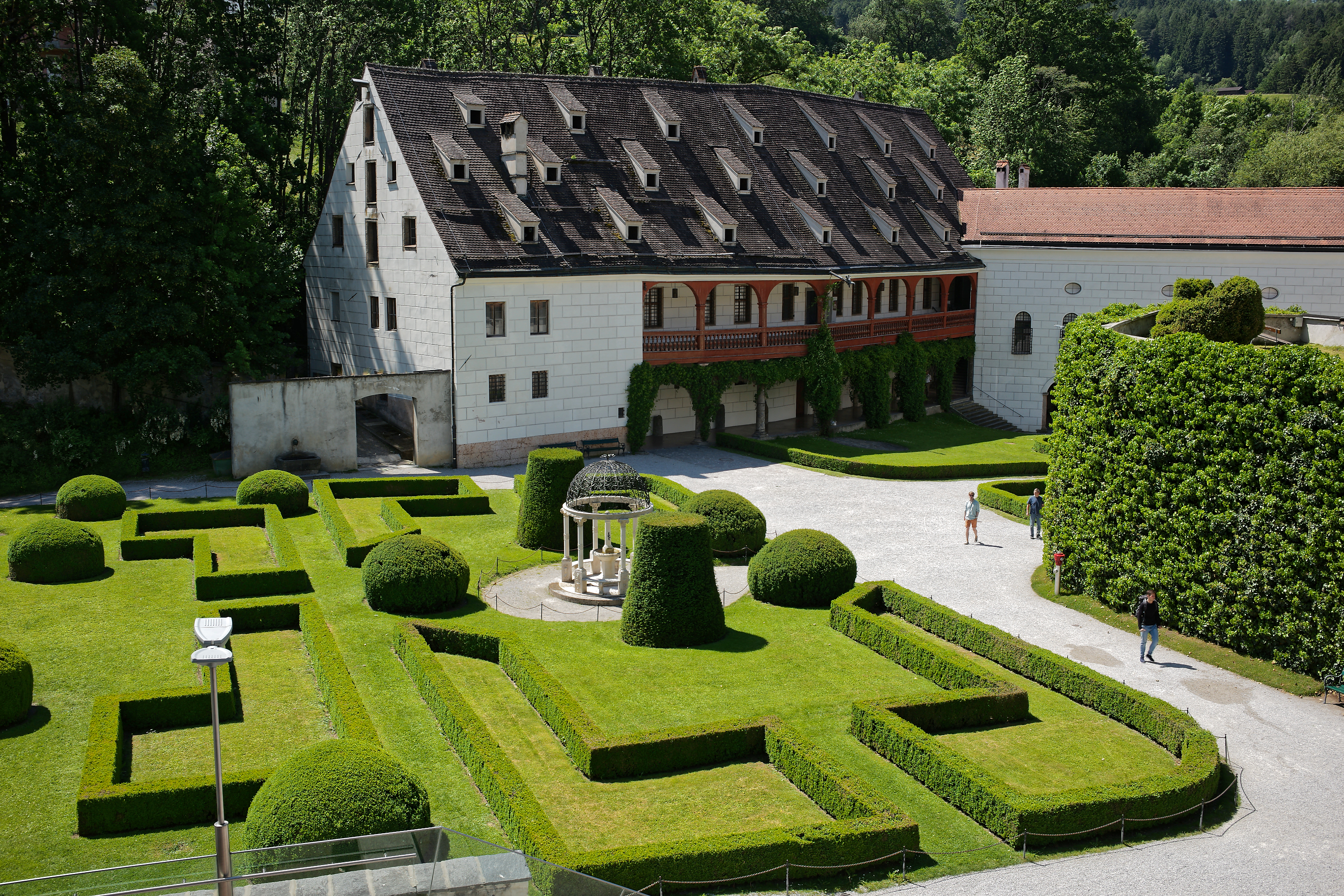
城と庭

アンブラス城 (ドイツ語: Schloss Ambras Innsbruck) は、オーストリア共和国チロル州の州都であるインスブルックにある、海抜587メートル（1,926フィート）の丘上に建つルネサンス建築の城である。
神聖ローマ帝国アンデクス伯の権力の座であったが、ハプスブルク家の所有となり、歴史的な芸術収集家であったオーストリア大公フェルディナント2世の居城（1567 - 1595年）ともなった。フェルディナント2世は、密かに身分違いの結婚をした豪商出身の妻フィリッピーネ・ヴェルザーへの贈り物として中世の要塞をルネサンス様式に再建し、彼の趣味として世界的に有名なコレクションを収容する世界最古の最初から博物館として建てられた博物館を建てた。
現在は、政府機関オーストリア城塞城主組織（ドイツ語：Burghauptmannschaft Österreich、バーグ・ハオプトマン・シャフト エスターライヒ）によって管理されている。

## 歴史
10世紀に、同じ場所に城が建てられたが、1133年にバイエルン公ハインリヒ10世に破壊された。13世紀に元の要塞の建材を再利用し、要塞が建設された。1363年にチロル女伯マルガレーテ・フォン・ティロルが没して断絶すると、ハプスブルク家の所有になった。フェルディナント2世によって現在のルネサンス建築に再建された。城は庶民出身の妻フィリッピーネへ贈られた。その後、ハプスブルク家と一線を引かれたフィリッピーネの子、ブルガウ辺境伯カール・フォン・エスターライヒの所有となった。彼は芸術には興味が無かったため、1606年に所有していた美術品を芸術収集家であった神聖ローマ皇帝ルドルフ2世に売却したが、ルドルフ2世は叔父の全てのコレクションをアンブラス城に置いたままとした。権力から離れた後は、城の荒廃が進み美術品の手入れは行き届かなくなり失われた作品もあった。17世紀に芸術作品の状態を危惧した皇帝レオポルト1世によって、ウィーンのオーストリア国立図書館に移され、ナポレオン・ボナパルトによる侵攻後も安全に保管された。
城自体は、権力から離れた後、兵舎や軍事病院などのさまざまな役割を果たし、1855年にオーストリア帝国オーストリア大公カール・ルートヴィヒ・フォン・エスターライヒがチロル州知事時代に夏の離宮とし、庭をイギリス式庭園にし、1880年に博物館にするなどの改装がされた。彼の死後は、管理する者もなく再び荒廃した。
1919年にオーストリア＝ハンガリー帝国が滅亡すると、オーストリア共和国が城の権利を所有した。1914年の第一次世界大戦の勃発から閉館していたが1922年に博物館として再開した。第二次世界大戦によって再び閉鎖された後、1948年に再開した。1950年に、ウィーンの美術史美術館の管理となり、収蔵品を含めた包括的な修復が長きにわたり行われた。

## 文化
- 2002年にオーストリアがヨーロッパ共通通貨ユーロを導入した記念として発行された銀貨のデザインに使用された[3]。
- 2018年、国際連合教育科学文化機関（ユネスコ、UNESCO）は、アンブラス城の写本コレクションを記録遺産に認定した[4][5]。

## ギャラリー

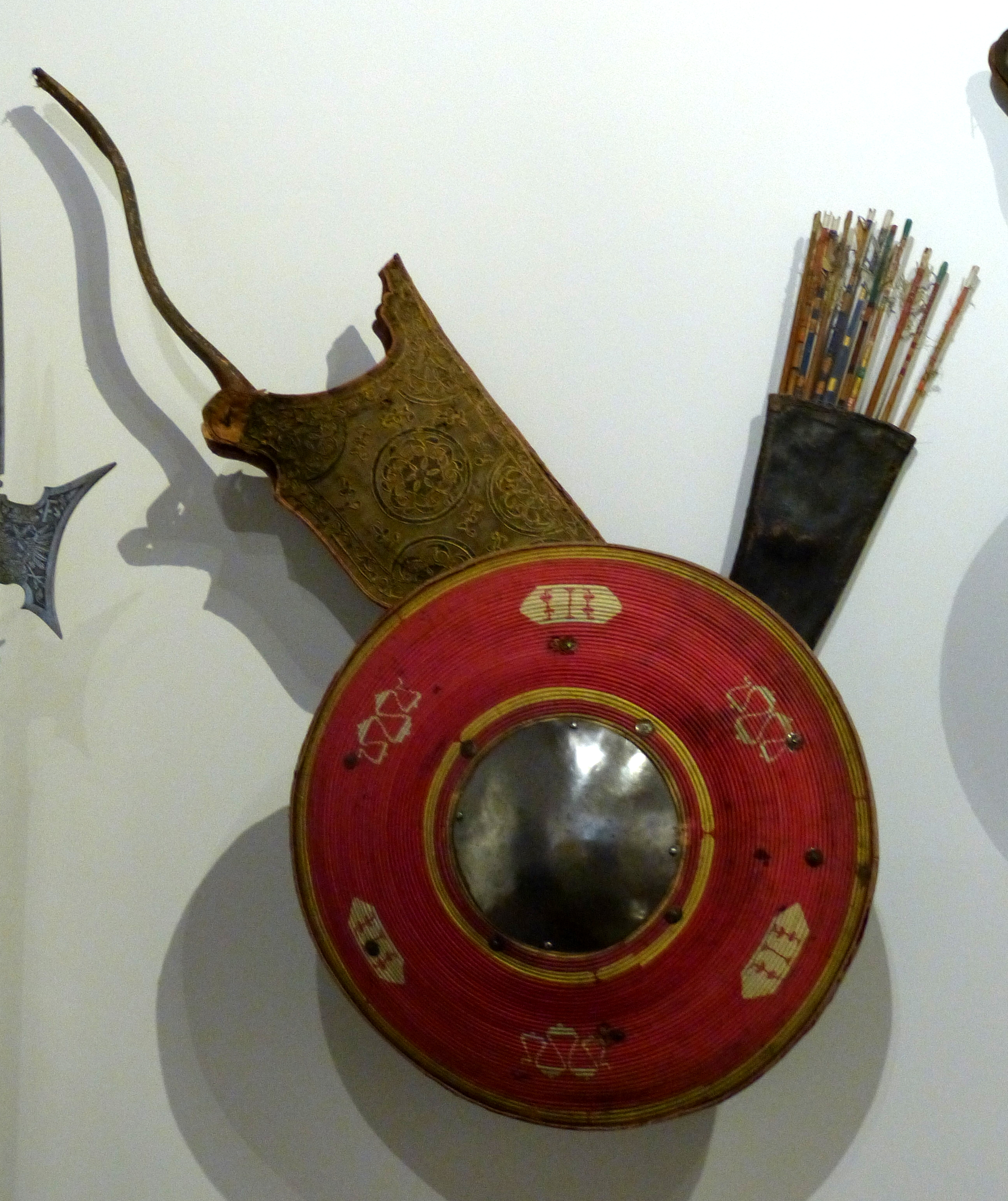
3つある武器展示室の一つはオスマン帝国が主題である。オスマン帝国は、脅威であるとともに興味の対象であり、戦争で手に入れた戦利品も多数保有していた。

美術館は、フェルディナント2世が世界中から珍品・名品・おもちゃ・工芸品などを集めた驚異の部屋を再現した部屋も置かれている。また、当時の著名人・軍指揮官から体系的に鎧を収集し、Heldenrüstkammer (英雄の武器庫）と名付けた部屋を作成し現在も同様の趣旨の部屋も置かれているが、そのコレクションの多くは美術史美術館の方で展示されている。

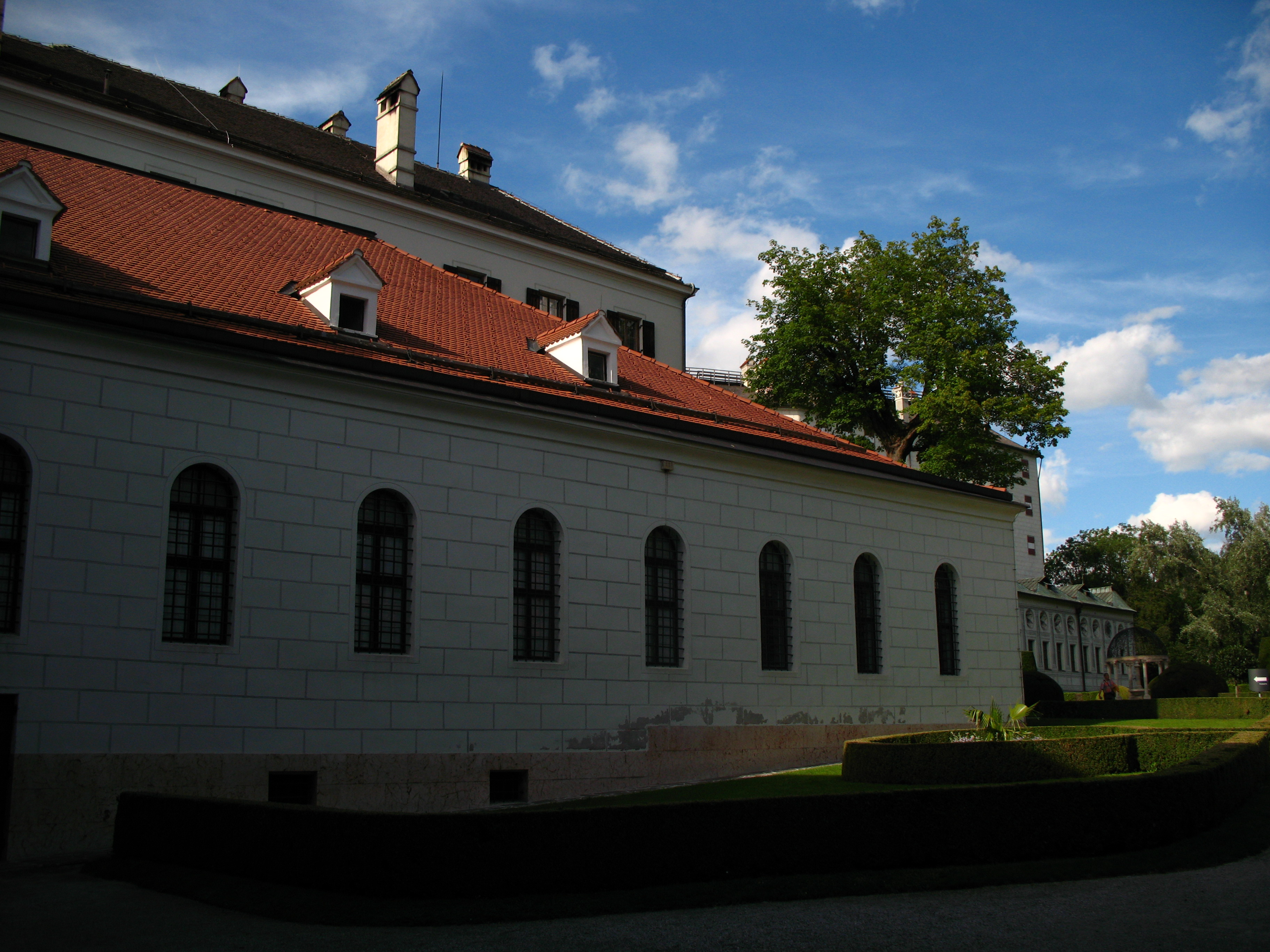
城の外観
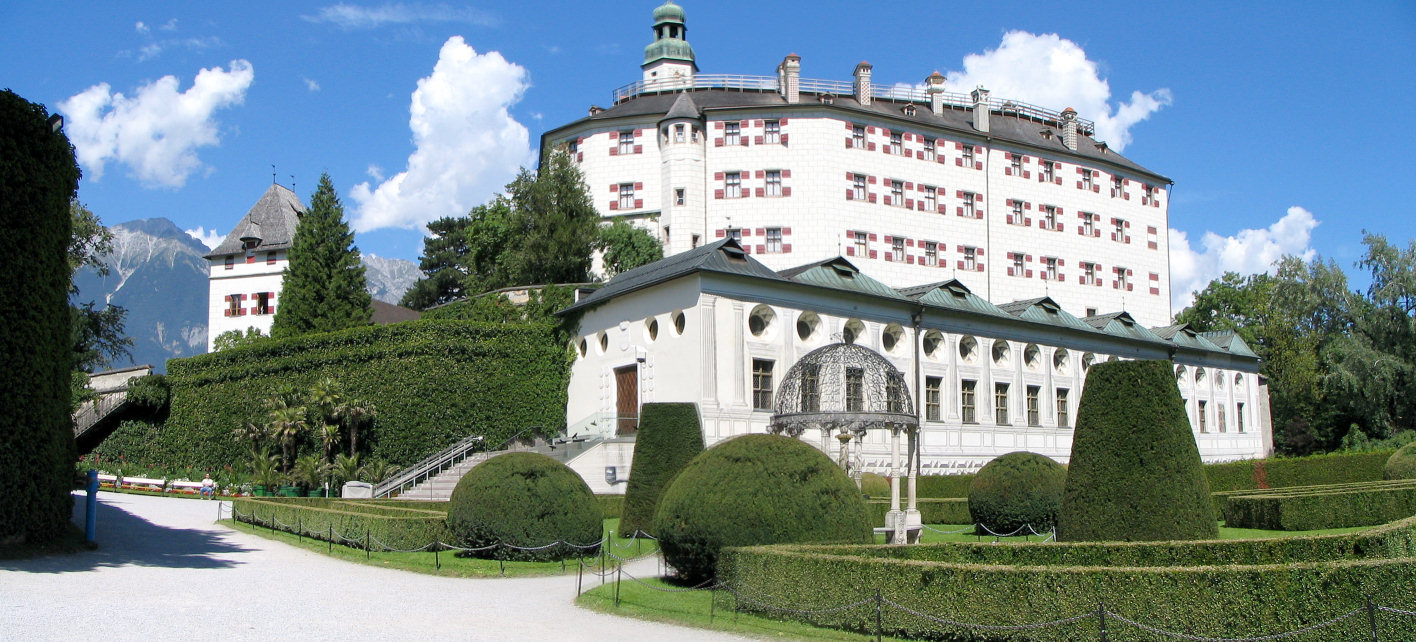
城の外観
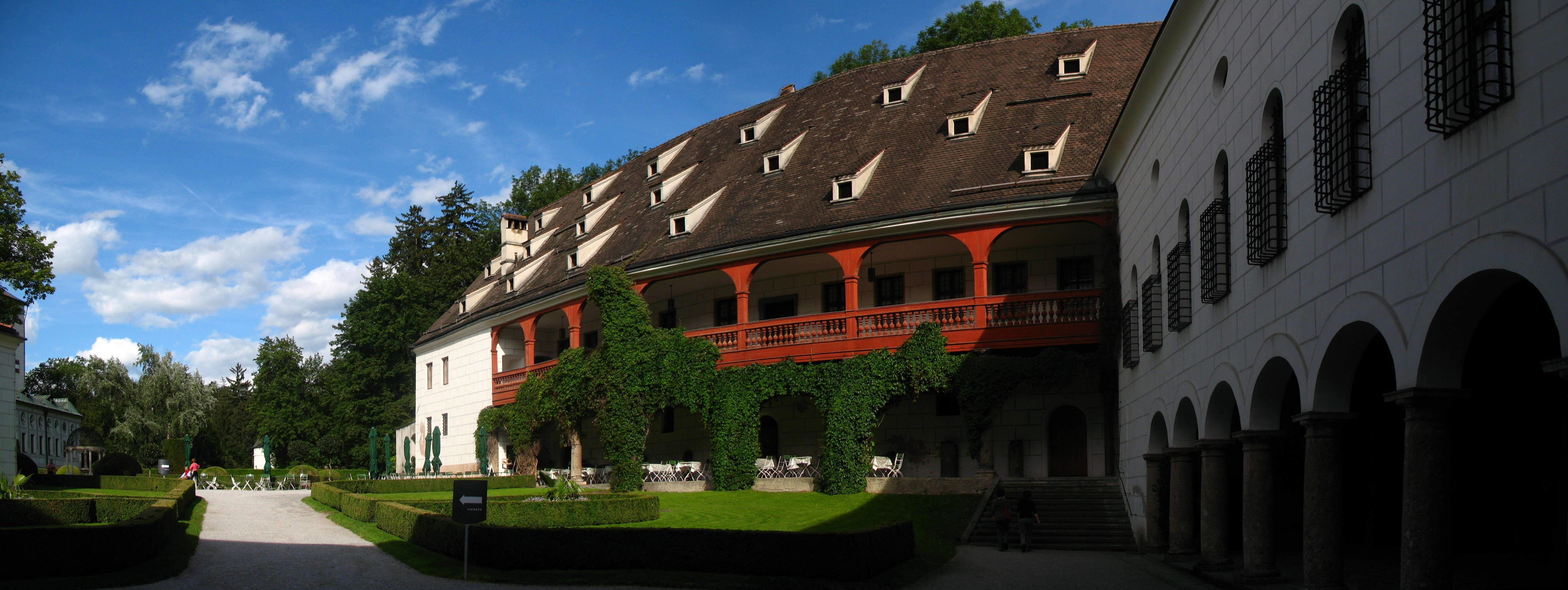
城の外観
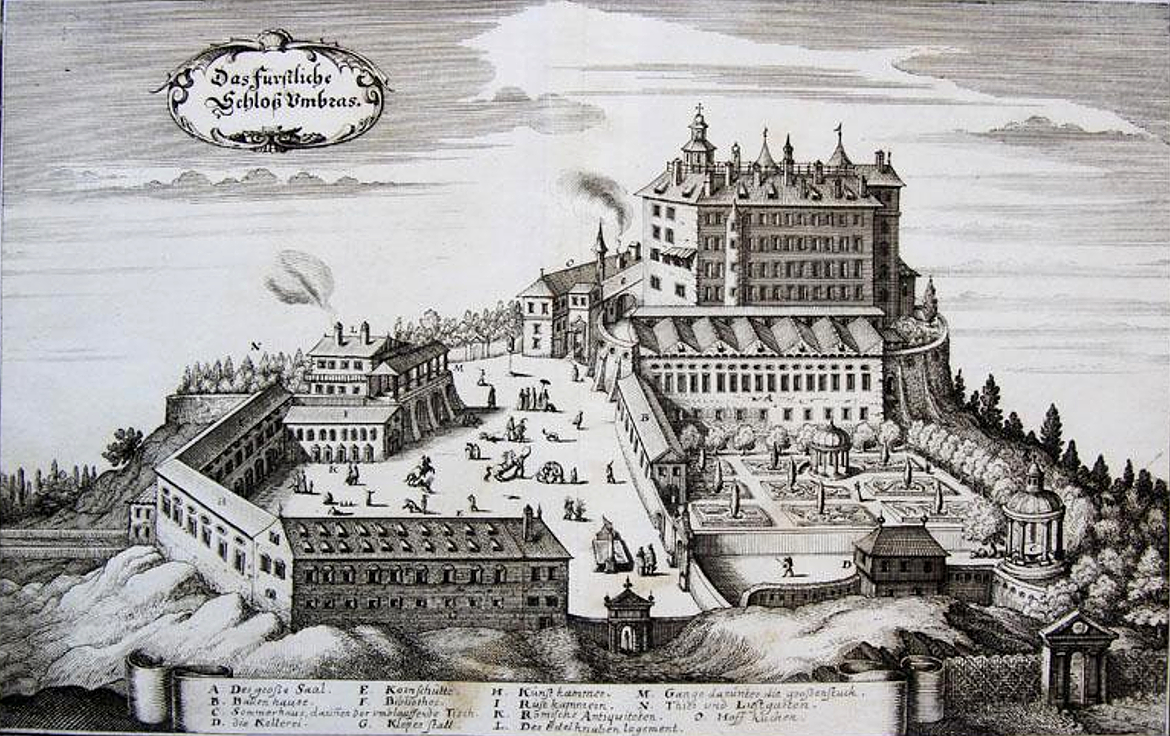
マテウス・メーリアン作のエングレービング画, c.1650
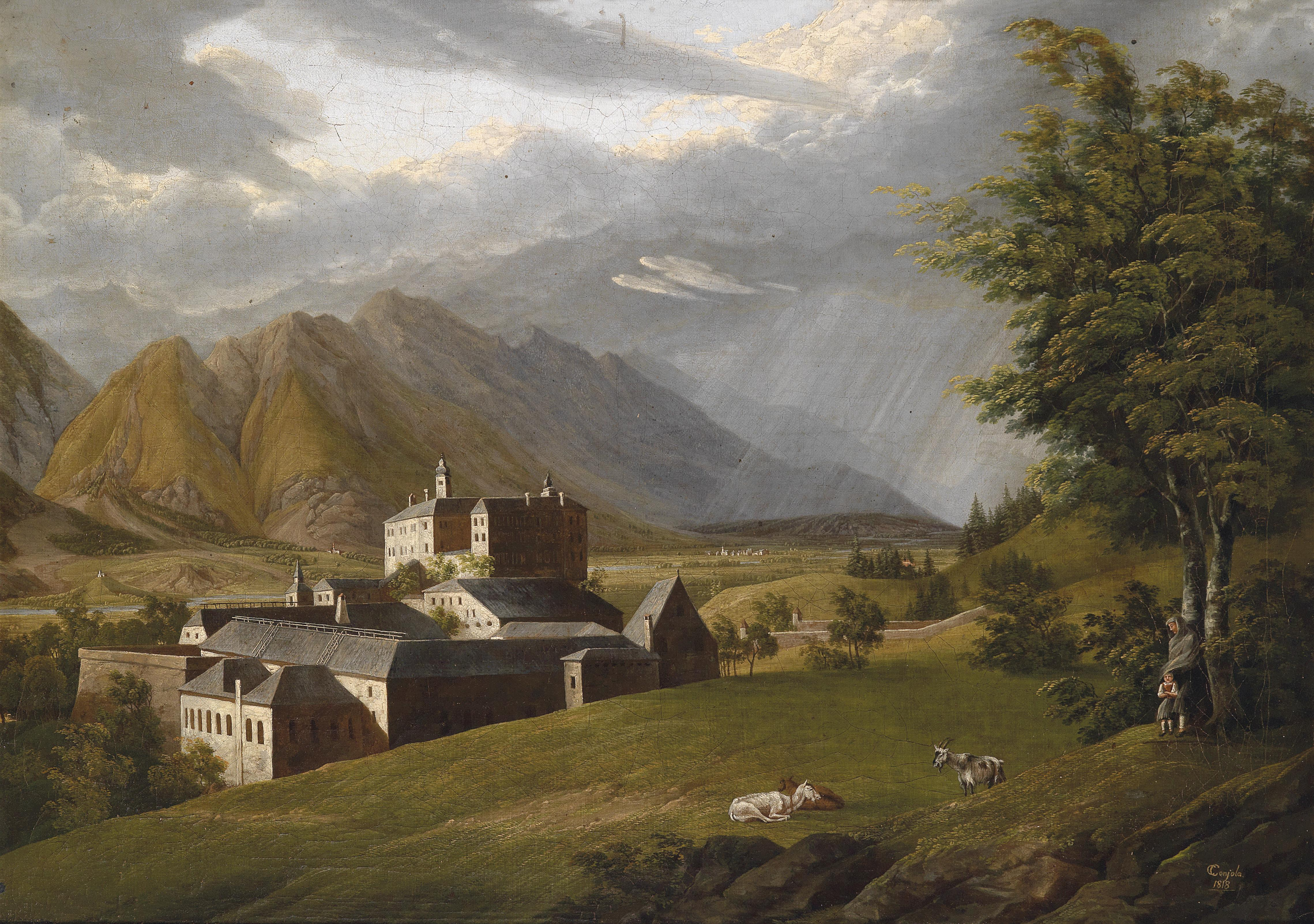
Carl Conjolan作の絵, 1818
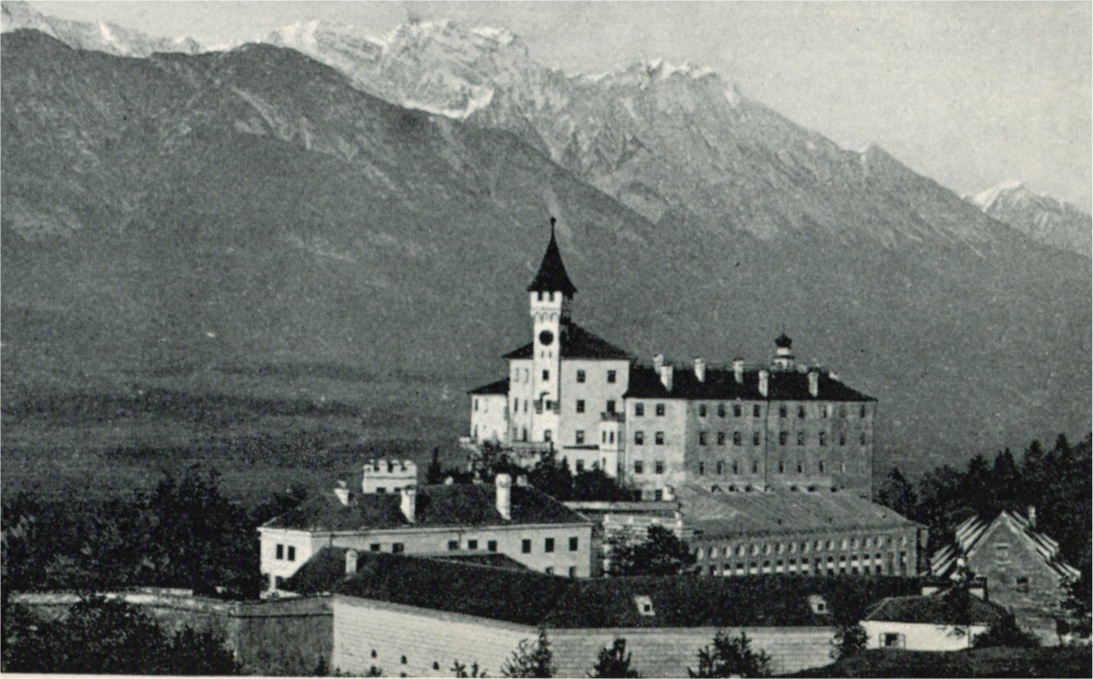
Anton Gratlによる写真, 1898
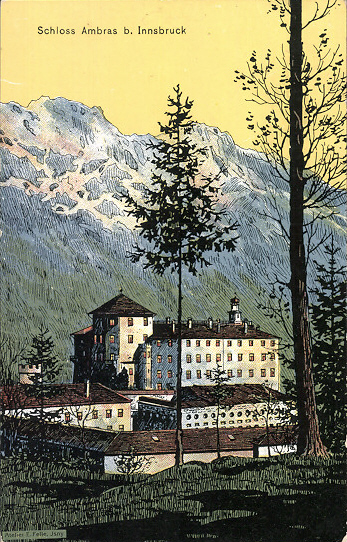
18世紀のポストカード
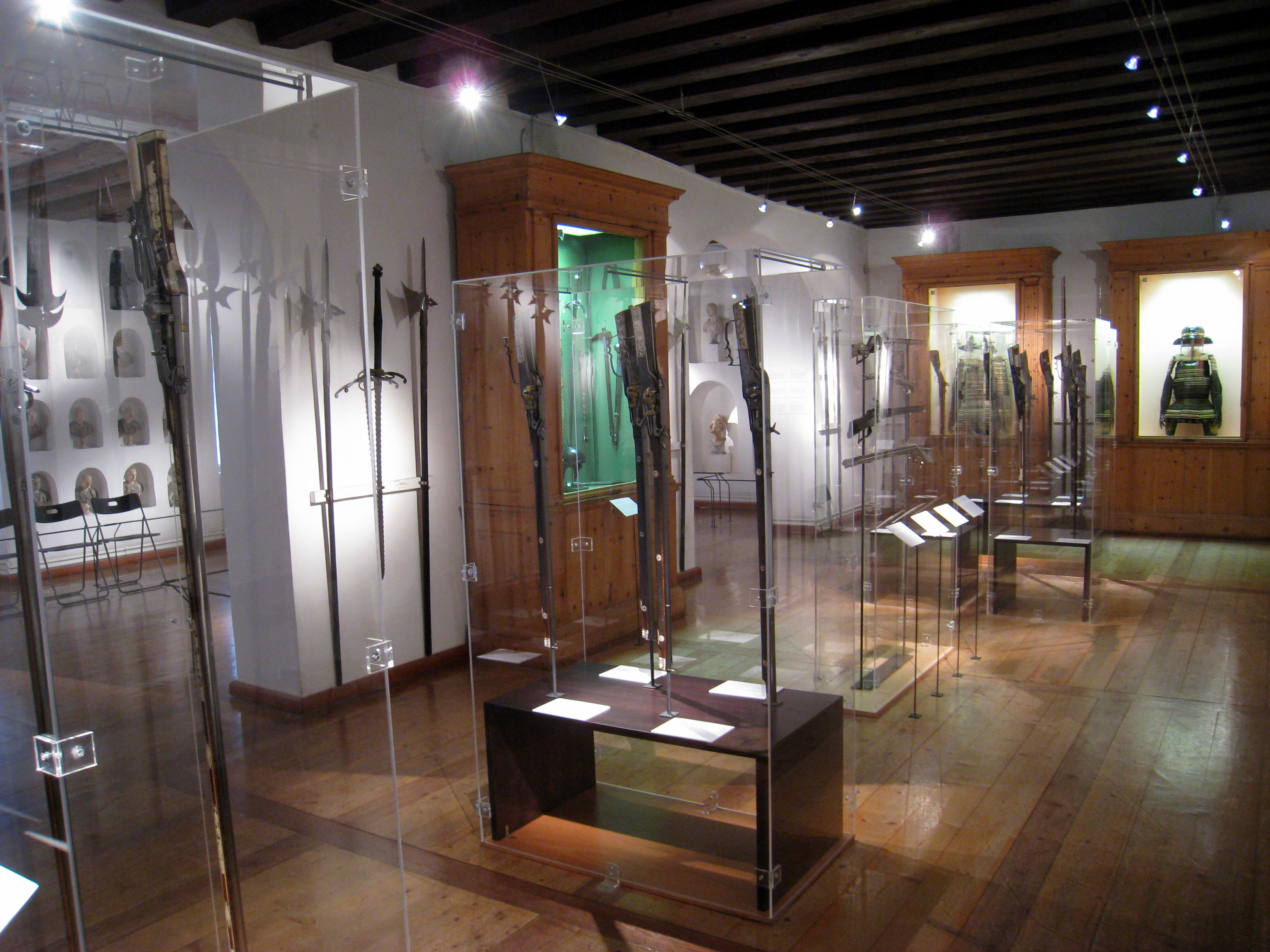
Small Armoury（小さな武器庫）
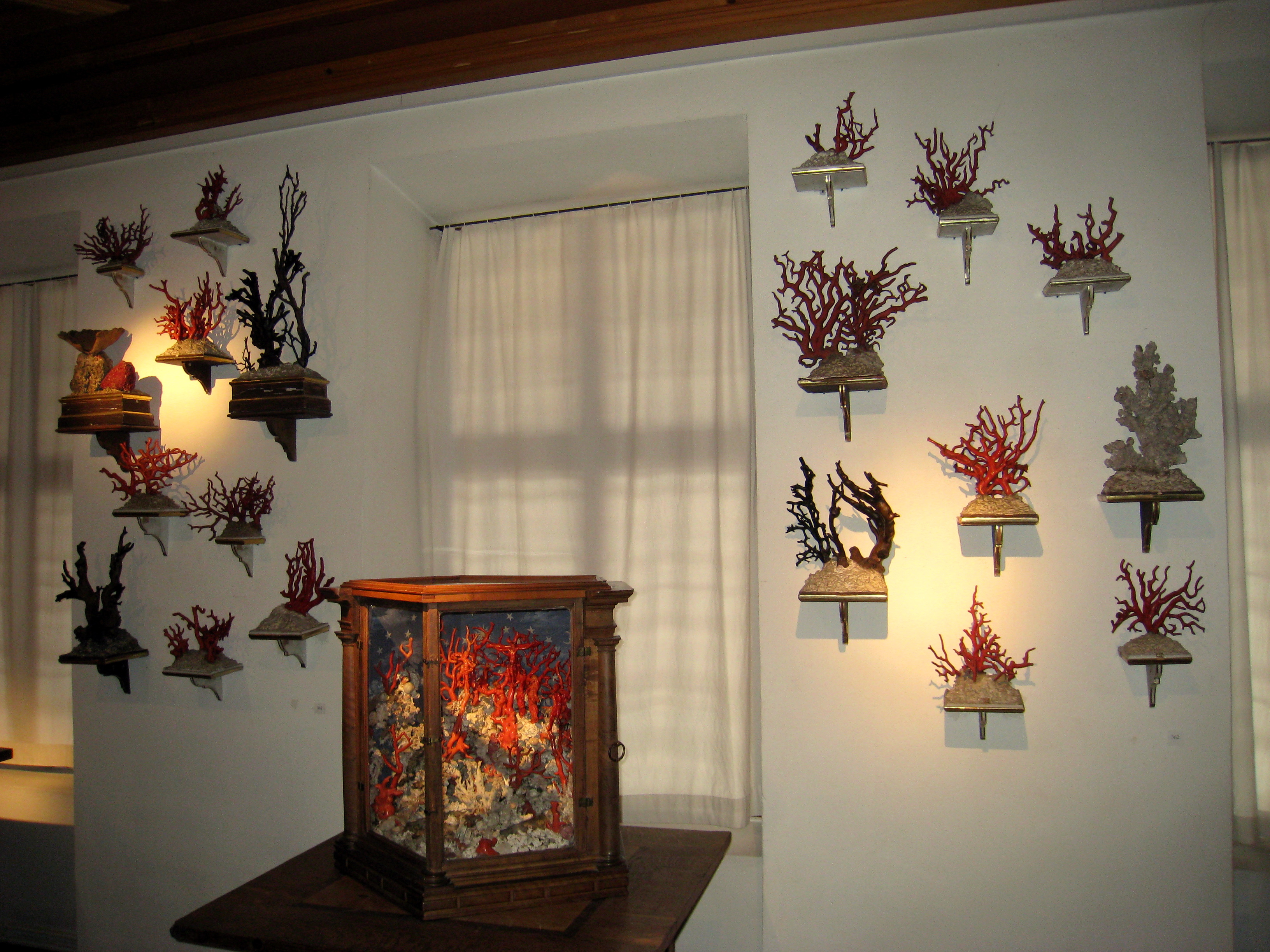
珊瑚の展示
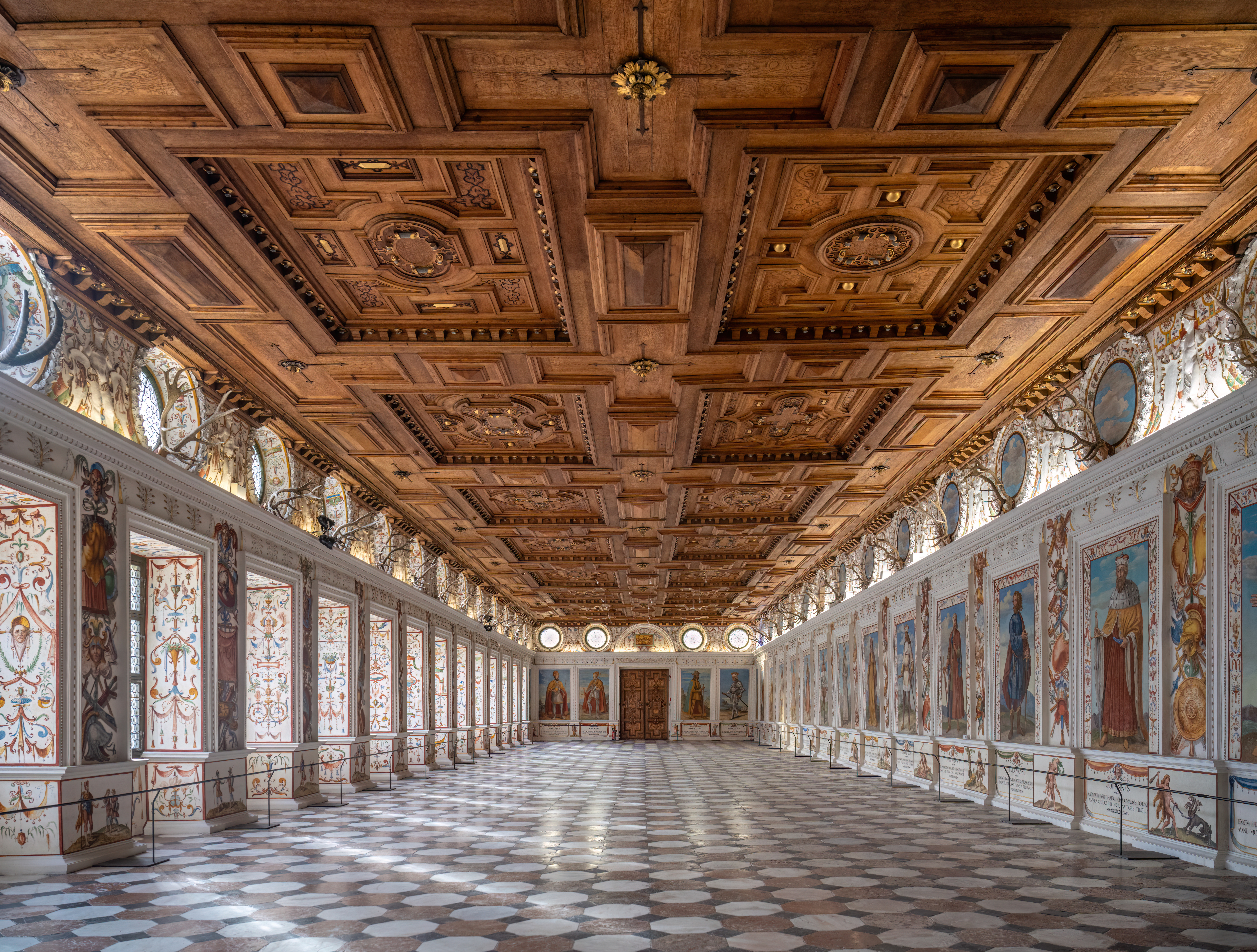
スパニッシュホール
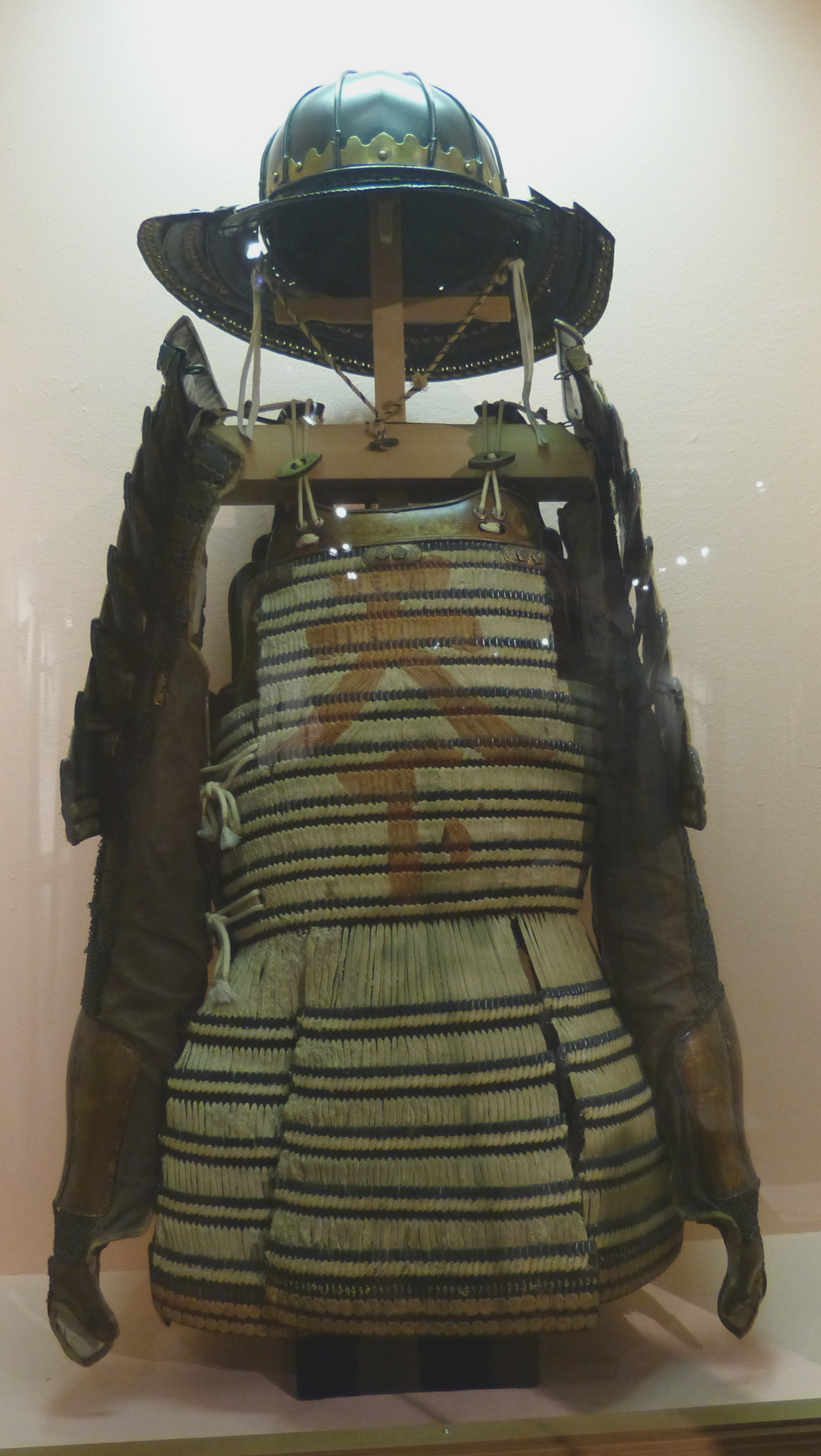
徳川家康が神聖ローマ皇帝へ送ったとされる文字威胴丸具足